# الكشميهني
أبو الهيثم محمد بن مكي بن محمد بن مكي بن زراع بن هارون المروزي الكشميهني مُحدث ثقة، من أهل مكة، وأحد رواة الحديث النبوي.

## مروياته
حدث بصحيح البخاري مرات عن أبي عبد الله الفربري، وحدث عن: عبد الله بن محمد بن إبراهيم بن يزيد المروزي الداغوني، ومحمد بن أحمد بن عاصم، وإسماعيل بن محمد الصفار، وغيرهم.

## طلابه
حدث عنه: أبو ذر الهروي، وأبو عثمان سعيد بن محمد البحيري، وأبو الخير الصفار، وأبو سهل محمد بن أحمد الحفصي، وكريمة المروزية، وآخرون. كان ناقلًا صدوقًا.

## وفاته
مات الكشميهني في يوم عرفة سنة 389 هـ .